# طارق سليم
طارق محمد سليم (15 يوليو 1937 - 16 يوليو 2016)، لاعب كرة قدم مصري سابق، ونجل طبيب التخدير محمد سليم والسيدة زين الشرف، والشقيق الأصغر لـ صالح سليم الرئيس العاشر للنادي الأهلي وعبدالوهاب سليم.

## حياته الرياضية
أنضم طارق سليم إلي النادي الأهلي بعد أن أكتشفة حسين كامل الكشاف المعروف و سرعان مع أندمج مع زملاءه و تألق، فتدرج حتي تم تصعيده للفريق الأول عام 1954 بناء علي تعليمات المدرب مختار التتش ، وتألق مع الفريق الأول مما أسفر عن انضمامه لصفوف منتخب مصر عام 1956 ، ونجح في الفوز بأربعة عشر لقب طوال مسيرته منها 7 الدوري المصري، و5 كأس مصر ، وبطولة الجمهورية العربية المتحدة، كما فاز ببطولة كأس الأمم الأفريقية عام 1959. شارك مع المنتخب في دورة الألعاب الأولمبية الصيفية 1960 التي أقيمت بالعاصمة الإيطالية روما ، كما شارك في بطولة البحر الأبيض المتوسط وكأس العالم العسكري.

## اعتزاله
أعتزل طارق عام 1965 بعد 17 عاما بقميص النادي ، وتولى منصب مدير الكرة بالفريق الأول في أكثر من مرحلة و كان مدير كرة يشهد له بالكفاءة و ظل يخدم النادي حتي بعد وفاة أخاه صالح سليم ، واتجه بعدها لمهنتة الأصلية فعمل كطيار حتي أصبح كبير الطيارين خلال عملة في (الشركة الوطنية للطيران).

## وفاته
توفى يوم السبت الموافق 16 يوليو عام 2016 بعد صراع طويل مع المرض داخل مستشفى الأنجلو أمريكان بالقاهرة ، عن عمر يناهز 79 عاما.